# Agrotis cineraria
Agrotis cineraria är en fjärilsart som beskrevs av Blanchard 1852. Agrotis cineraria ingår i släktet Agrotis och familjen nattflyn. Inga underarter finns listade i Catalogue of Life.